# وسط سانت بطرسبرغ التاريخي والمجمعات الفنية الملحقة بها
يعد المركز التاريخي لمدينة سانت بطرسبرغ ومجموعات الآثار ذات الصلة.
أول موقع تراث عالمي لليونسكو في الاتحاد السوفياتي وروسيا.  تم إدراجه في قائمة مواقع التراث العالمي في الدورة الرابعة عشرة للجنة التراث العالمي - إلى جانب أربعة آثار سوفيتية أخرى (موسكو الكرملين والساحة الحمراء، وكاتدرائية القديسة صوفيا، وكييف بيتشيرسك لافرا، وكيجي بوجوست، وإيتشان كالا).
تم إعداد وثائق الجلسة في وضع الطوارئ تحت قيادة يوليا دينيسوفا.  في البداية، ناقشوا إدراج المعالم التاريخية والمعمارية الفردية في القائمة، لكن سرعان ما ساد الرأي القائل بأن «القيمة العالمية للمناظر الطبيعية الثقافية والطبيعية في سانت بطرسبرغ الكبرى، تشكلت في وقت قصير تاريخيًا من خلال الجهود الجبارة التي بذلتها الدولة الروسية تفوق قيمة مكوناتها».
أصبح المركز التاريخي لمدينة سانت بطرسبرغ إحدى الحالات الأولى في ممارسة اليونسكو لمنح مكانة نصب تذكاري لمشهد ثقافي وطبيعي ضخم، حيث تتم إدارة الانشطة على أراضها ويعيش فيه مئات الآلاف من الأشخاص.  حتى أنها تضمنت تلك الأشياء، التي كان ارتباطها بمركز سانت بطرسبرغ بعيدًا عن الوضوح، مثلا، على سبيل المثال، قلعة أوريكوفسكايا الروسية القديمة في بستان لادوجا وليندولوفسكايا.  لا تشمل مناطق الضواحي مجمعات القصور والمتنزهات فحسب، بل تشمل أيضًا المناظر الطبيعية والمعالم الصناعية، وما إلى ذلك. من المناظر الطبيعي المشابه من الناحية النمطية، وادي إلبه مع دريسدن (2009) بسبب خطط لبناء جسر جديد فوق نهر إلبه.
في عام 2012، وافقت حكومة سانت بطرسبرغ على البرنامج المستهدف "الحفاظ على أراضي" كونيوشينايا "و" شمال كولومنا - نيو هولاند "وتنميتها في المركز التاريخي لمدينة سانت بطرسبرغ، للفترة 2013-2018.
نتيجة لانتقال سانت بطرسبرغ إلى أسلوب التخطيط المستهدف البرنامج بدأ في عام 2014، أصبح برنامج الحفاظ على المركز التاريخي جزءًا من برنامج الدولة «وزارة التنمية الاقتصادية والاجتماعية لأقاليم سانت بطرسبرغ»
الذي تم اعتماده في 30 يونيو 2014 لمدة 6 سنوات. 
يشرف على تنفيذ برنامج الدولة من قبل لجنة السياسة الاقتصادية والتخطيط الاستراتيجي في سان بطرسبرج.  هيئة الخبراء والاستشارية الرئيسية التي ترافق تنفيذ البرنامج هي مجلس الحفاظ على أقاليم المركز التاريخي لمدينة سانت بطرسبرغ وتنميتها في ظل حكومة سانت بطرسبرغ، الذي تم إنشاؤه في عام 2013.
في إطار البرنامج، تم تخصيص منطقتين في المركز التاريخي لمدينة سانت بطرسبرغ: «كونيوشينايا» و «شمال كولومنا - هولندا الجديدة».
مركز أخوتا الإنشائي
أثارت خطط بناء مركز أوختا شاهق الارتفاع في سانت بطرسبرغ قلق اليونسكو.  في يونيو 2007، استضافت نيوزيلندا الدورة الحادية والثلاثين للجنة التراث العالمي لليونسكو.  في القرار الصادر عن الجلسة الخاصة بموقع التراث العالمي "المركز التاريخي لسانت بطرسبرغ ومجموعة المعالم ذات الصلة"، لوحظ أن "الخطط التي قدمتها الدولة المشاركة في 18 يناير 2007 و 5 مارس 2007 لا تلبي متطلبات اللجنة، وكذلك لا تحتوي على حدود واضحة ومناطق عازلة لجميع الكائنات، بما في ذلك منطقة لينينغراد "، وتم اعتماد توصية عاجلة للسلطات الروسية" لتعليق تنفيذ المشروع، بما في ذلك تصاريح العمل، حتى يتم النظر في جميع المواد ذات الصلة، وحتى يتم تنفيذ كل قضية المواد ذات الصلة وتقييم شامل للتهديدات التي يتعرض لها موقع التراث العالمي.  في ديسمبر 2010، تم تجميد مشروع مركز اخوتا إلى أجل غير مسمى.